# .al
.al는 알바니아의 인터넷 국가 코드 최상위 도메인이다. 알바니아 전자통신부에 의해 관리된다.

## 2차 도메인 등록
2차 도메인까지 등록은 다음의 도메인을 사용하는 데에는 직접적인 제한이 없다.:
- uniti.al
- tirana.al
- soros.al
- upt.al
- inima.al

## 3차 도메인 등록
현재 조직의 종류에 알맞은 2차 이름 아래에서 3차 도메인을 등록할 수 있다. 현재 쓰이고 있는 도메인은 아래와 같다:
- .gov.al 정부 시설
- .edu.al 학업 및 R&D 시설
- .org.al 비정부 조직
- .com.al 기업, 영리 조직
- .net.al 네트워크에 할당된 조직